# 法治国家
法治国家（ほうちこっか）
1. （独: Rechtsstaat、仏: État de droit）近代ドイツ法学に由来する概念。18世紀末に警察国家に対抗して国家権力を法秩序の維持に限定することに始まり、19世紀には国家権力を議会が制定する法律を通じて活動させるように限定することを試み、最後には行政裁判によって行政を拘束する法技術的原理に等値されるに至った。しかし、これでは合法律的形式を踏んだ不法・不道徳な国家権力の発動を阻止できないことから、ナチス・ドイツの経験を経て、基本権を中核とする価値秩序たる憲法が全国家権力を拘束する国家体制であると理解が一新されるに至った。このような理解のもとでは、法治国家は英米法の法の支配と親近性を有する[1]。
2. 人の本性を悪であるとし、人の善性に期待せず、徳治主義を排斥して、法律の強制によって人民を統治しようとする法治主義によって統治される国家のこと。この意味での法治主義としては、韓非子やトマス・ホッブズの言説が代表とされる[2][3]。

以下では、1の意味を解説する。

## 歴史

### 自由主義的法治国家論の展開
法治国家はイマヌエル・カントを先駆者とし、カール・ヴェルガー、ローベルト・フォン・モールらによって19世紀ドイツで発展した概念とされる。カントは『人倫の形而上学』において、法とは、ある人の選択意思が他人のそれと自由の普遍的法則に従って調和させられうるための諸条件の総和であるとする。そこには政府に対する合法性の要請が読み取れる。これをモールらは自由主義的に発展させ、人権としての自由と財産を制限することができるのは市民によって選出された議会だけであるとし、絶対主義と警察国家を打破するテーゼを打ち出した。
法治国家論の自由主義的な理念は、ビスマルク帝国の時代にフリードリヒ・ユリウス・シュタール、ルドルフ・フォン・グナイストらによって国家目的の手段表示という形式的で法技術的な原理に転化する。そこでは、自由主義的な議会の役割への意識が稀薄となった。もっともここにも社会における階級が激しく対立していた当時のドイツにおいて、法律による国家統治を実現することによって、国家内部における客観的な法規の定律及び行政活動の非党派性を保障して階級対立を緩和し、臣民の権利ないし自由を保障する実質的意義があった。
法治国家論は、19世紀末にオットー・マイヤーの行政法学に受け継がれる。マイヤーは、法律の法規創造力、法律の優位、法律の留保に法治国家の内容を整理した。日本には、美濃部達吉及び佐々木惣一が、ドイツの学説を輸入した。自由主義的な行政運営の原理としての法治国家論は、法律の法規創造力、法律の優位、法律の留保として、田中二郎、塩野宏ら有力な行政法学者に引き継がれ、今日に至っている。

### 衰退と復興
自由主義的法治国家論は、自由な世論の批判とそれを反映した議会における自由闊達な討議や政府に対する責任追及があることを前提とする。その結果、法律は一般的・抽象的な形態をとり、公平性と法的安定性に配慮し、国民の予測可能性を保障することになる。一方、大衆が政治に参加し、国家任務が増大し（福祉国家）、大衆を組織化する政党が政治の主要なアクターになるにつれ、立法の専門性・技術性が高まり、政党による審議・表決の規律が強化され、議会の審議が形骸化する傾向が生まれた。この傾向の中で、牧歌的な自由主義的法治国家論は現実味を失っていった。ドイツでは、カール・シュミットが彼の言うところの「市民的法治国家」批判の主唱者となった。1930年代の美濃部達吉の論説にも、政党政治の役割縮小を主張するものがある（円卓巨頭会議構想）。
シュミットは、ナチ党政権成立後、「総統は法を創る」と述べたことで悪名高い。これはレーム粛清（法的根拠も裁判もまったくない殺害）を正当化したものであるが、1933年から1945年までの授権法（全権委任法）下の体制に即したフレーズである。1933年授権法は、政府に法律を立法する権限を認め、しかもそれがワイマール憲法に反して良いとしていた。総統を議会とワイマール憲法から解放する法律のもとで、法治国家は完全に陳腐化した。
戦後、ドイツ基本法は「社会的法治国家」を標榜し、違憲審査制を取り込み、法治国家論を再興させるに至った。再興した法治国家論は、もはや下記のいう形式的法治国家でないことはもちろん、自由主義的な行政運営の原理にもとどまることなく、立法過程の民主性、法内容や適用の正義・合理性を要求するものとなった。

## 法治国家の概念
法の支配の述べる法とは、議会や法廷あるいは（哲）学者の理性により、現実の社会や慣習の中から「発見される」ものであり、高権力に位置すべき国王（ないし行政府）がその法（法理）を尊重し法の支配に服することをもって社会全体を法理により統治することをさすのに対して、法治国家については実定法的側面が強調されることが多い。これは、法治国家論が法技術的な概念として展開してきたことに由来する。もっとも、ドイツの法治国家論においても、法の正当化のためには正義ないし倫理的正当性が必要であるとする実質的な概念化は試みられてきた。

### 形式的法治国家
芦部信喜によれば、ドイツの法治国家論のモデルとなったシュタールの学説は、国家活動の目標ないし内容と関係がない形式的な、それらの実現の方式・性格に関係するものでしかなかった。国家が国民の権利義務についてどのように定めるべきか、定めるべきでないかを決める原理（自由主義）は、法治主義と厳密に区別された。また、法治国家は法律の内容が合理的であることを要求するものでもなかった。その意味で、戦前のドイツ法治国家は、極論すれば、国家権力がその政治組織のいかんを問わず、自己の意思を表明する一つの法的形式にすぎなかった、と言うことができる。

### 実質的法治国家
形式的に国家活動を拘束するというだけでなく、立法過程の民主性、法内容や適用の正義や合理性を要求する場合、これを実質的法治主義と呼ぶことができる。この意味での法治主義は法の支配とほぼ同じ意味を持つ。戦後のドイツ基本法は、「人間の尊厳は不可侵である。これを尊重し、かつ保護することはすべての国家権力の義務である」（1条1項）とし、「以下の基本権は、直接に適用される法として、立法、執行権、および裁判を拘束する」（同3項）と定め、「立法は憲法的秩序に、執行権および裁判は、法律および法に拘束される」（20条1項3文）と規定し、憲法裁判所による違憲審査制を導入した。
現在のドイツにおける実質的法治国家とは、国家権力が基本権を通じて実定法を超える法、すなわち過剰禁止原則そして比例原則に拘束されることを意味する。芦部によれば、憲法の最高法規性を明確にし、不可侵の人権を保障し、適正手続を保障し、司法権を拡大強化し、裁判所の違憲審査権を確立した日本国憲法もまた類似の原理を取り込んでいる。

### 法治国家と法の支配
形式的法治国家の議論と法の支配は著しく異なる。それゆえ、ドイツの議論と英米法の法の支配との断絶が強調されている。実際、まさにシュタインが法治国家がドイツ独自の概念であることを強調する。ただ、近年の学説では19世紀ドイツにおいては議会主義が発達していなかったために、法の支配の非政治的側面が前面に出ざるを得なかったのであるとし、法の支配とドイツ流法治国家の断絶を強調しないものがある。
ドイツの伝統的な学説から見れば、実質的法治国家は法治国家の大転換と位置付けられるが、近時の学説からみれば、むしろ法の支配への回帰あるいは合流ということになる。

### 法治国家と法実証主義
基本権を通じて法律に取り込まれる「法」が自然法なのか道徳なのかについて、法学者の見解は分かれている。
一般に流布しているテーゼとして、法治国家による国家権力の制限は、元来は形式的な部分の検討に尽きていたというものがある。つまり国家行為が法律に規定されていれば十分であるとの考え方である。自然法論とは対照的に、法治国家論では、実定法だけが国家権力を拘束する基準であった。むろん、これは国家権力発動の予測可能性を担保するための仕掛けであったのだが、最大の不道徳が実定法という形式をとって行われたとき、法治国家はこれを防ぐことができなかった。ナチ党政権は、自分たちの目的をニュルンベルク法を始めとする実定法の根拠を作って遂行することができた。
ミヒャエル・ザクスは、1945年以降、法律学は自然法を取り込む形で法治国家の実体化を図ってきたという。この点に関する最も重要な法哲学的意見は、著しい不法に対して正義を優先させることを説くグスタフ・ラートブルフ「実定法の不法と実定法を超える法」が主張した定式（Radbruchsche Formel[ドイツ語版]）である。芦部も、形式的な法治国家とナチスの教訓という観点を強調する。
こうした観点からすると、実質的法治国家ないし法の支配とは、基本権を通じた自然法の取り込みであるということになる。
上記の見解に対して法実証主義者は反論している。ワイマール共和国では、まさに反実証主義の立場から議会制が攻撃されていた一方、法治国家の理念が立法府によって十分に実践されていなかった。ナチの正当化の源は、立法と合法性に重きを置くものではなかった。また、「国家行為が法律に規定されていれば十分である」という法実証主義の評価は、確かに合法性論に関しては正しいが、問題となっている行為の政治的評価や、あくまで合法的に行動するべきか、それとも違法な抵抗を行うべきかという道徳的問題は別途考慮するべき問題として残る。たとえば長谷部恭男も、法実証主義からしても法の権威を常に認めなければならないわけではなく、個人の実践理性に従って道徳や合理性の判断をなすべき場合もあるという。
法実証主義からすれば、実質的法治国家ないし法の支配とは、「これは法だが、服従したり適用したりするには、あまりにも邪悪」な場合には、道徳を考慮して実定法の拘束力を解除することを意味する。すなわち、基本権を通じて取り込むのは道徳である。

## 関連事項
- 法の支配
- 法治主義
- 韓非子
- 夜警国家
- 福祉国家
- 政教分離
- 祭政一致
- 暴力の独占
- 法律の留保
- 罪刑法定主義
- 租税法律主義
- 全権委任法
- デュー・プロセス・オブ・ロー
- 悪法も又法なり
- 悪法は法にあらず（英語版）
- 刑不上常委 - 現代中国の成句で「刑は大幹部（政治局常務委員）には及ばない」を意味する。2013年に周永康が失脚・逮捕されるまでは、中国共産党で暗黙の内に不文律とされ、深刻な汚職の構造的温床となっていた。